# Villamor de los Escuderos
Villamor de los Escuderos es un municipio de España, en la provincia de Zamora, comunidad autónoma de Castilla y León. Tiene una superficie de 56,27 km² con una población de 430 habitantes y una densidad de 8,78 hab/km².

## Topónimo
Los topónimos Villamor, si bien son analizables como Villa (de un propietario llamado) Amor
o "Ammûr", pueden esconder otros orígenes. Entre ellos, el más plausible es la evolución típicamente leonesa desde "Villamayor", como ya señaló en 1802 Antonio Gómez de Latorre.  Se produce un ensordecimiento de la semiconsonante, mayor > maor, seguido de una monoptongación del hiato resultante, maor > mor. En portugués, la evolución desde el vocablo latino "mājor" hasta mor es muy general en la toponimia. Esta argumentación se ampara en que Villamor de los Escuderos aparece documentada en una confirmación foral del 1259 y en otros documentos medievales como Villa mayor, Villa Maor. El mismo origen tienen los pueblos sayagueses de Villamor de Cadozos y Villamor de la Ladre.

## Historia

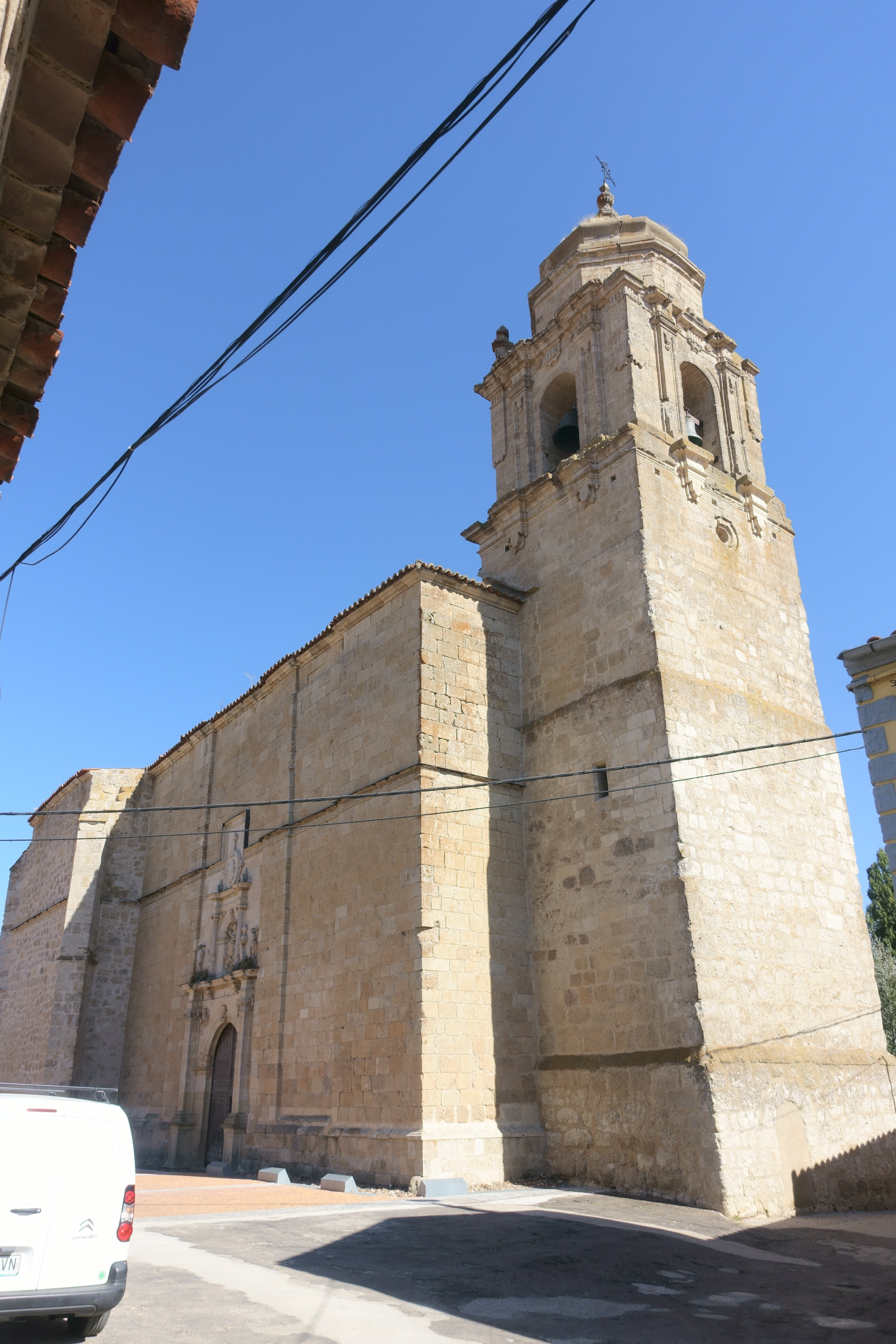
Iglesia de la Asunción de Nuestra Señora

Durante la Edad Media Villamor quedó integrado en el Reino de León, cuyos monarcas habrían acometido la repoblación de la localidad dentro del proceso repoblador llevado a cabo en la Guareña, quedando la localidad bajo control directo del obispo de Zamora.
Ya en la Edad Moderna, Villamor de los Escuderos estuvo integrado en la provincia de Toro, siendo desde las Cortes leonesas de 1188 una de las localidades representadas por la ciudad de Toro en Cortes. 
No obstante, al reestructurarse las provincias y crearse las actuales en 1833, la localidad pasó a formar parte de la provincia de Zamora, dentro de la Región Leonesa, integrándose en 1834 en el partido judicial de Fuentesaúco, dependencia que se prolongó hasta 1983, cuando fue suprimido el mismo e integrado en el Partido Judicial de Zamora.

## Localidades limítrofes
Guarrate por el este, Fuentesaúco por el sureste, Aldeanueva de Figueroa por el suroeste Topas por el oeste,  El Maderal por el noroeste y Argujillo por el norte. Pertenece a la provincia de Zamora y limita con Salamanca.

## Geografía humana

### Demografía
Cuenta con una población de 365 habitantes (INE 2024).

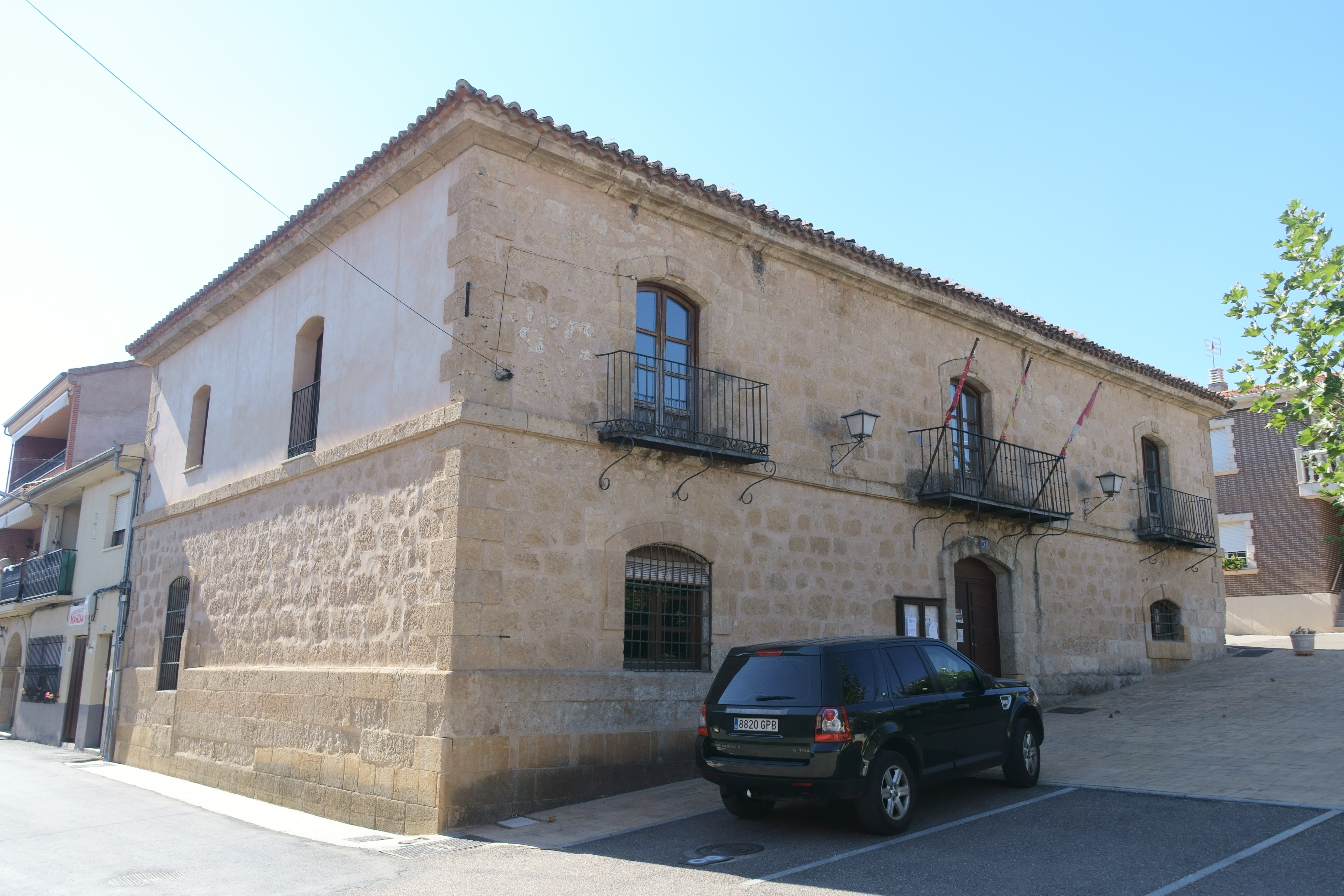
Casa consistorial.

| Gráfica de evolución demográfica de Villamor de los Escuderos entre 1842 y 2021                                       |
| |
| Población de derecho según los censos de población del INE. Población de hecho según los censos de población del INE. |

| 661                        | 623 | 577 | 561 | 398 |
| (Fuente: [cita requerida]) |     |     |     |     |

### Transportes
Atraviesa el municipio la carretera provincial ZA-602 que lo une en dirección este con Fuentesaúco y Fuente la Peña y en dirección oeste con El Cubo de Tierra del Vino, donde permite enlazar además con la carretera nacional N-630 que une Gijón con Sevilla así como a la autovía Ruta de la Plata, de igual recorrido que la anterior y que constituye el principal eje de transportes del oeste del país. 
Existe además una carretera local que permite las comunicaciones con el vecino término de El Maderal
En cuanto al transporte público se refiere, tras el cierre del Ferrocarril Ruta de la Plata, que pasaba por el cercano municipio de El Cubo y tenía parada en el mismo, no existen servicios de tren en el municipio ni en los vecinos, ni tampoco línea regular con servicio de autobús, siendo las estaciones más cercanas las de Zamora y Salamanca capital que se encuentran ambas a una distancia muy similar de la localidad. Por otro lado el aeropuerto de Salamanca es el más cercano, estando a unos 54 km de distancia.